# Chatham (loděnice)
Loděnice Chatham leží na řece Medway, ze dvou třetin je v Gillinghamu a z jedné třetiny v Chathamu, v hrabství Kent v Anglii. Vznikla v dobách anglické reformace, když se vztahy s katolíky v Evropě zhoršily, což vedlo k posílení obrany. Za 414 let Chatham poskytl 500 lodí pro Royal Navy a dostal se do popředí ve výrobě lodí, průmyslových a architektonických technologií. Zaměstnával 10 000 zkušených řemeslníků a zabíral 1,6 km². Chatham byl uzavřen v roce 1984 a stalo se z něj historické námořní muzeum.